# خليج القرش
شياخة خليج القرش أو شياخة شمال نعمة هي إحدى شياخات محافظة جنوب سيناء .